# Alice Loses Out
Alice Loses Out é um curta-metragem de animação estadunidense de 1925, lançado como parte da série Alice Comedies.